# Święta (Grande-Pologne)
Pour les articles homonymes, voir Święta.
Święta (prononciation : [ˈɕfjɛnta], en allemand : Schwente) est un village polonais de la gmina de Złotów dans le powiat de Złotów de la voïvodie de Grande-Pologne dans le centre-ouest de la Pologne.
Il se situe à environ 4 km au sud-est de Złotów (siège de la gmina et du powiat), et à 105 km au nord de Poznań (capitale de la Grande-Pologne).
Le village possédait une population de 886 km en 2006.

## Histoire
De 1975 à 1998, le village faisait partie du territoire de la voïvodie de Piła.

Depuis 1999, Święta est situé dans la voïvodie de Grande-Pologne.